# دینا آیوی
دِینا آیوی (انگلیسی: Dana Ivey؛ زادهٔ ۱۲ اوت ۱۹۴۱) هنرپیشه اهل ایالات متحده آمریکا است که از سال ۱۹۶۲ میلادی تاکنون مشغول فعالیت بوده‌است.
از فیلم‌ها یا برنامه‌های تلویزیونی که وی در آن نقش داشته‌است می‌توان به لگالی بلاند ۲: قرمز، سفید و بلوند، اورنج کانتی، آگهی دوهفته، بچه، جستجوگر اوقات فراغت، فریبکار و سیمون بریچ اشاره کرد.